# WOW Hits 2012
WOW Hits 2012 es un álbum recopilatorio de dos discos compuesto por 33 grandes éxitos (39 en la edición de lujo) que sonaron en las radios de música cristiana en el año 2011. Hasta el 27 de septiembre de 2011, La WOW series ya había vendido 17 millones de copias en general.
El álbum llegó a la primera posición del listado de Christian Albums de Billboard y al puesto 35 en el Billboard 200. Hasta el 30 de noviembre de 2011, el álbum vendió 102.000 copias.

## Lista de canciones
| Disco uno |                                                                              |                                                          |          |  |
| N.º       | Título                                                                       | Escritor(es)                                             | Duración |  |
| 1.        | «Glorious Day (Living He Loved Me)» (Casting Crowns)                         | Michael Bleecker y Mark Hall                             | 4:41     |  |
| 2.        | «I Will Follow» (Chris Tomlin)                                               | Jason Ingram, Reuben Morgan y Chris Tomlin               | 3:38     |  |
| 3.        | «This Is the Stuff» (Francesca Battistelli)                                  | Francesca Battistelli, Ian Eskelin y Tony Wood           | 3:04     |  |
| 4.        | «Starry Night» (Chris August)                                                | Chris August y Ed Cash                                   | 3:23     |  |
| 5.        | «Lead Me» (Sanctus Real)                                                     | Matt Hammitt, Jason Ingram y Chris Rohman                | 3:46     |  |
| 6.        | «Beautiful» (MercyMe)                                                        | Brown Bannister, MercyMe y Dan Muckala                   | 4:20     |  |
| 7.        | «Your Love» (Brandon Heath)                                                  | Brandon Heath y Jason Ingram                             | 3:35     |  |
| 8.        | «Stronger» (Mandisa)                                                         | David García, Ben Glover y Christopher Stevens           | 3:33     |  |
| 9.        | «I Refuse» (Josh Wilson)                                                     | Ben Glover y Josh Wilson                                 | 3:37     |  |
| 10.       | «Jesus Saves» (Jeremy Camp)                                                  | Nick Herbert y Tim Hughes                                | 3:46     |  |
| 11.       | «Strong Enough» (Matthew West)                                               | Matthew West                                             | 4:03     |  |
| 12.       | «You Love Me Anyway» (Sidewalk Prophets)                                     | Mark Delavergne, Dave Frey y Ben McDonald                | 3:51     |  |
| 13.       | «Christ Is Risen» (Matt Maher)                                               | Mia Fields y Matt Maher                                  | 3:43     |  |
| 14.       | «Your Great Name» (Natalie Grant)                                            | Michael Neale y Krissy Nordhoff                          | 4:19     |  |
| 15.       | «Love Has Come» (Mark Schultz)                                               | Brown Bannister, Sam Mizell, Mark Schultz y Matthew West | 4:53     |  |
| 16.       | «Jesus I Am Resting» (Tricia Brock - bonus track)                            | David B. Hampton                                         | 3:23     |  |
| 17.       | «What Was I Fighting For» (Patrick Ryan Clark - bonus track)                 | Patrick Ryan Clark y Ben Glover                          | 3:24     |  |
| 18.       | «Search My Heart» (Hillsong United - bonus track)                            | Matt Crocker y Joel Houston                              | 6:05     |  |
| 19.       | «I'm with You (Ruth and Naomi)» (Nichole Nordeman y Amy Grant - bonus track) | Bernie Herms y Nichole Nordeman                          | 4:14     |  |
| 20.       | «Only You Can Save» (Chris Sligh - bonus track)                              | Chris Sligh                                              | 4:33     |  |

| Disco dos |                                               |                                                                                |          |  |
| N.º       | Título                                        | Escritor(es)                                                                   | Duración |  |
| 1.        | «Tonight» (TobyMac)                           | Cary Barlowe, Toby McKeehan y Christopher Stevens                              | 4:21     |  |
| 2.        | «Light Up the Sky» (The Afters)               | Matt Fuqua, Josh Havens, Jason Ingram y Dan Muckala                            | 3:37     |  |
| 3.        | «Something Beautiful» (NEEDTOBREATHE)         | Bear Rinehart y Bo Rinehart                                                    | 3:40     |  |
| 4.        | «Children of God» (Third Day)                 | Third Day                                                                      | 4:29     |  |
| 5.        | «You Are More» (Tenth Avenue North)           | Mike Donehey y Jason Ingram                                                    | 3:37     |  |
| 6.        | «Hanging On» (Britt Nicole)                   | Andrew Fromm, Jason Ingram y Britt Nicole                                      | 3:20     |  |
| 7.        | «Awake and Alive» (Skillet)                   | John L. Cooper y Brian Howes                                                   | 3:29     |  |
| 8.        | «SMS (Shine)» (David Crowder Band)            | David Crowder y Jack Parker                                                    | 3:43     |  |
| 9.        | «Reach» (Peter Furler)                        | Andrew Fromm, Seth Mosley y Juan Otero                                         | 3:48     |  |
| 10.       | «Faceless» (RED)                              | Anthony Armstrong, Rob Graves, Mark Holman y Jasen Rauch                       | 3:23     |  |
| 11.       | «Listen to the Sound» (Building 429)          | Rob Hawkins y Jason Roy                                                        | 3:39     |  |
| 12.       | «Hold Me Together» (Royal Taylor)             | Chuck Butler, Tauren Wells y Tony Wood                                         | 3:21     |  |
| 13.       | «Walking on the Stars» (Group 1 Crew)         | Andy Anderson, Manwell Reyes y Pablo Villatoro                                 | 3:56     |  |
| 14.       | «Suitcases» (Dara MacLean)                    | Ian Eskelin y Dara MacLean                                                     | 3:34     |  |
| 15.       | «Everything I Need» (Kutless)                 | Dave Lubben y Jon Micah Sumrall                                                | 3:01     |  |
| 16.       | «I Wonder» (Leeland - bonus track)            | Leeland Mooring                                                                | 4:23     |  |
| 17.       | «Outcast» (Kerrie Roberts - bonus track)      | Jeremy Bose, Jason McArthur, Cindy Morgan y Kerrie Roberts                     | 2:51     |  |
| 18.       | «You Are» (Jason Castro - bonus track)        |                                                                                | 3:41     |  |
| 19.       | «Can't Shut Up» (Anthem Lights - bonus track) | Mike Erikkson, Eric Liljero, Seth Mosley, Juan Otero, Jeff Pardo y Alan Powell | 4:10     |  |